# Pont nasal
El pont nasal és la part superior i òssia del nas, que es troba sobre els ossos nasals.

## Associació amb plecs epicàntics
Els ponts nasals d'arrel baixa estan estretament associats amb els plecs epicàntics. És més probable que un pont nasal inferior provoqui un plec epicàntic, i viceversa.

## Dismorfologia
Un pont nasal inferior o superior a la mitjana pot ser un signe de diversos trastorns genètics, com ara la síndrome alcohòlica fetal. Un pont nasal pla pot ser un signe de síndrome de Down (trisomia 21), síndrome X fràgil, síndrome de Klinefelter de la variant XXXY 48, o síndrome de Bartarlla-Scott.

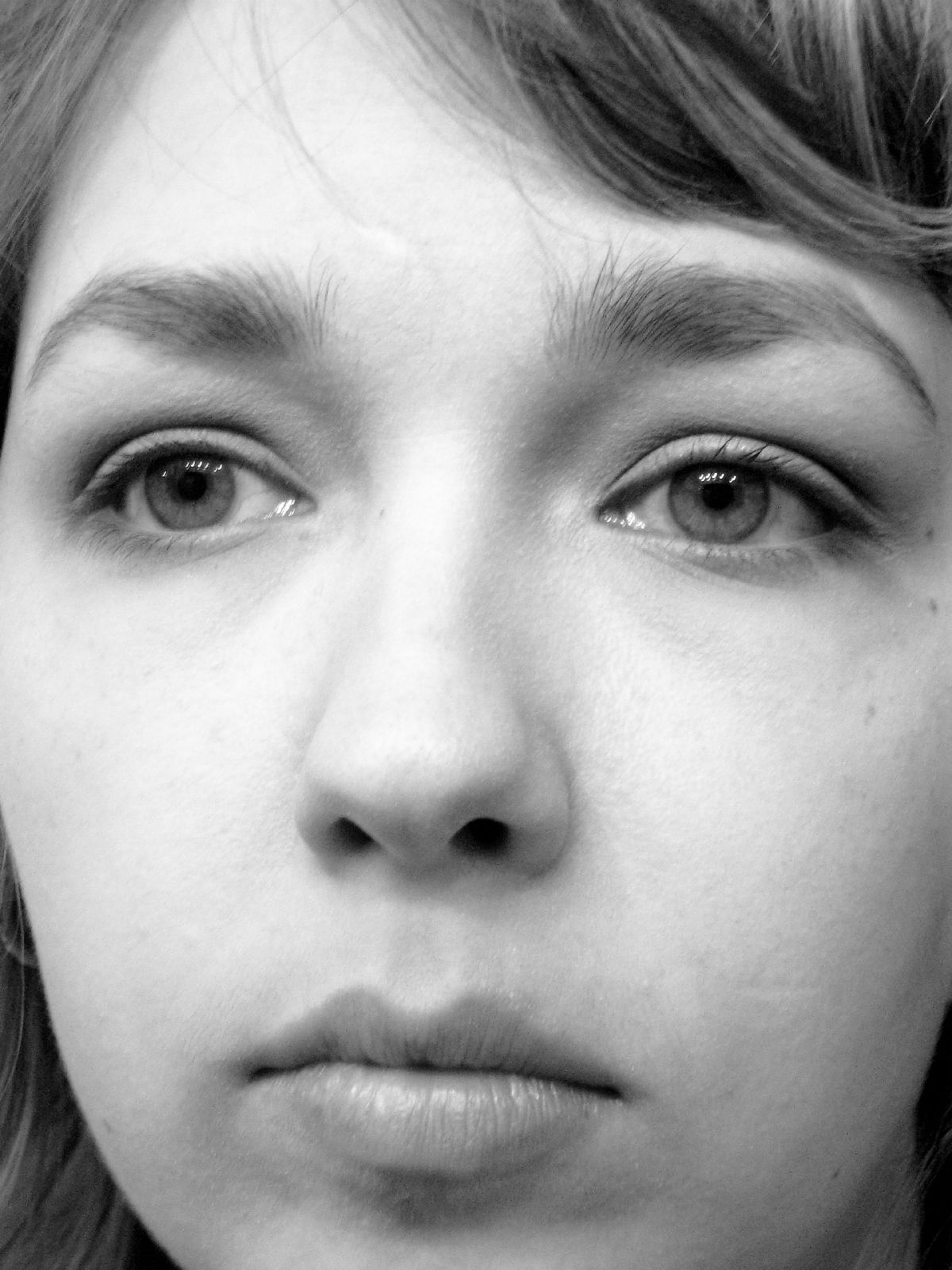
El pont està entre els ulls, i just a sota d'ells. La meitat inferior del nas es troba per sota del pont

Es pot observar l'aparició d'un pont nasal eixamplat amb la distopia canthorum, que és un desplaçament lateral del cant interior dels ulls. La distopia canthorum s'associa amb la síndrome de Waardenburg.